# إدفارد مولر
إدفارد مولر (بالسويدية: Edvard Möller)‏ هو منافس ألعاب قوى سويدي، ولد في 13 فبراير 1888، وتوفي في 23 يونيو 1920.

## وصلات خارجية
- إدفارد مولر على موقع أوليمبيديا (الإنجليزية)
- إدفارد مولر على موقع اللجنة الأولمبية السويدية (السويدية)